# Biserica de lemn din Cornești-Copăceni, Gorj

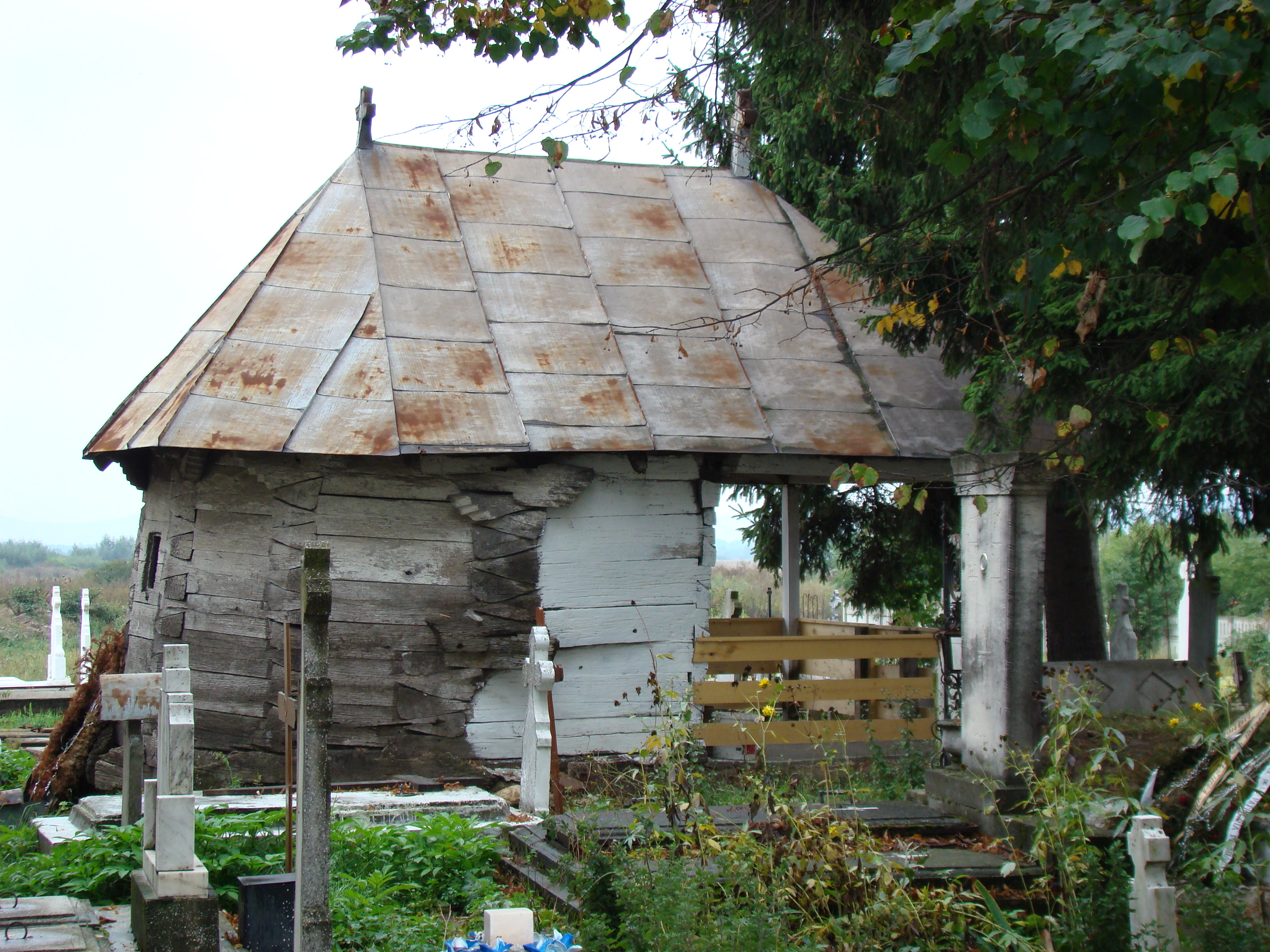
Biserica de lemn „Sfântul Nicolae” din Corneşti-Copăceni, comuna Băleşti, județul Gorj, foto: septembrie 2009.

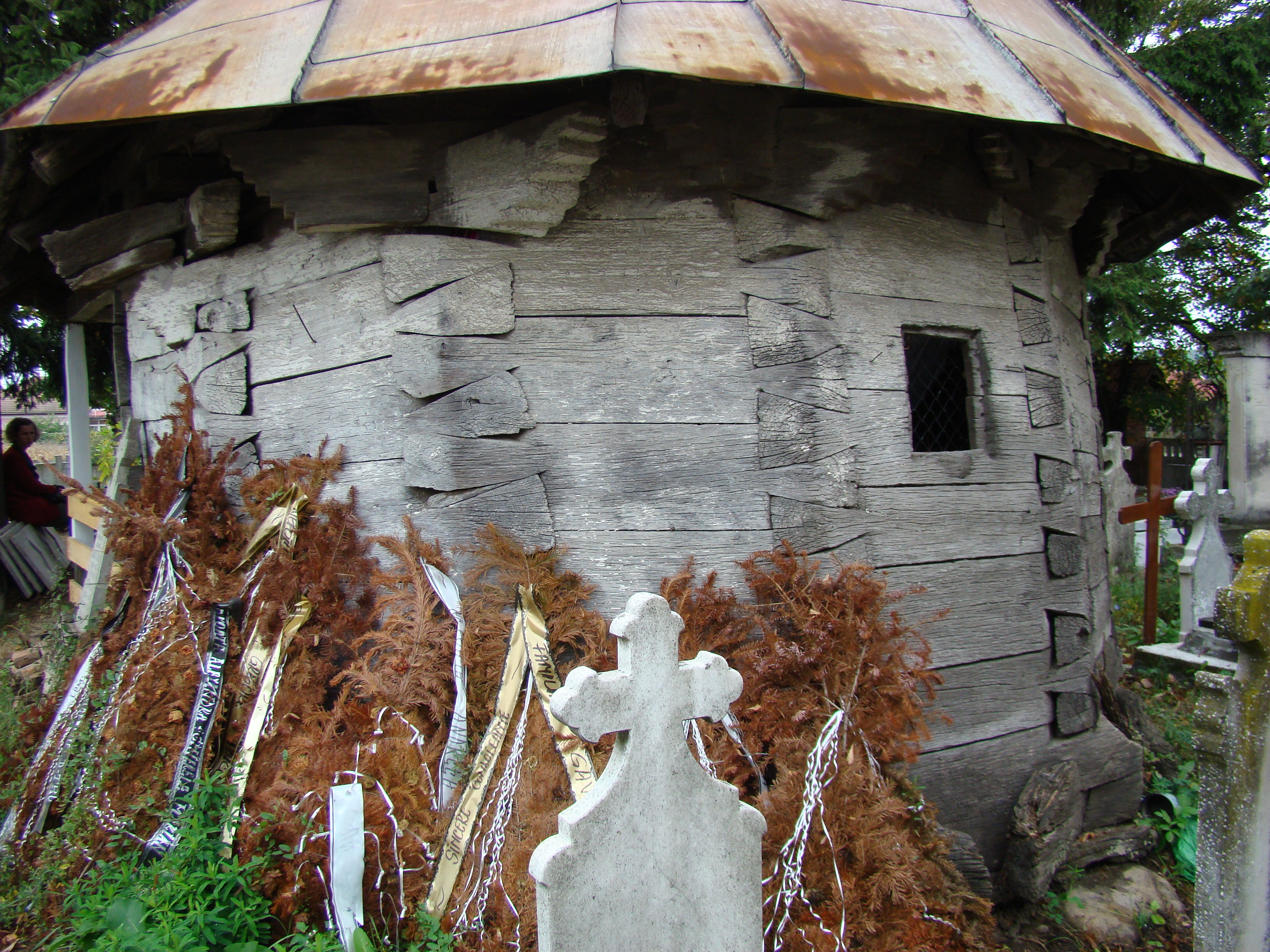
Dosul altarului, foto: 2009.

Biserica de lemn din Cornești-Copăceni, comuna Bălești, județul Gorj, a fost construită în cătunul Copăceni, la capătul de miazăzi al satului Cornești, probabil în secolul XVII. Biserica a fost demolată după 1940, din ea păstrându-se astăzi numai altarul. Are hramul „Sfântul Nicolae”. Altarul, păstrat ca o capelă în cimitir, nu se află pe noua listă a monumentelor istorice în ciuda vechimii sale.

## Istoric și trăsături
Biserica a fost ridicată probabil în secolul XVII. În 1940 era în ruină, supraviețuind numai altarul, prevăzut cu un mic pridvor.

## Galerie de imagini

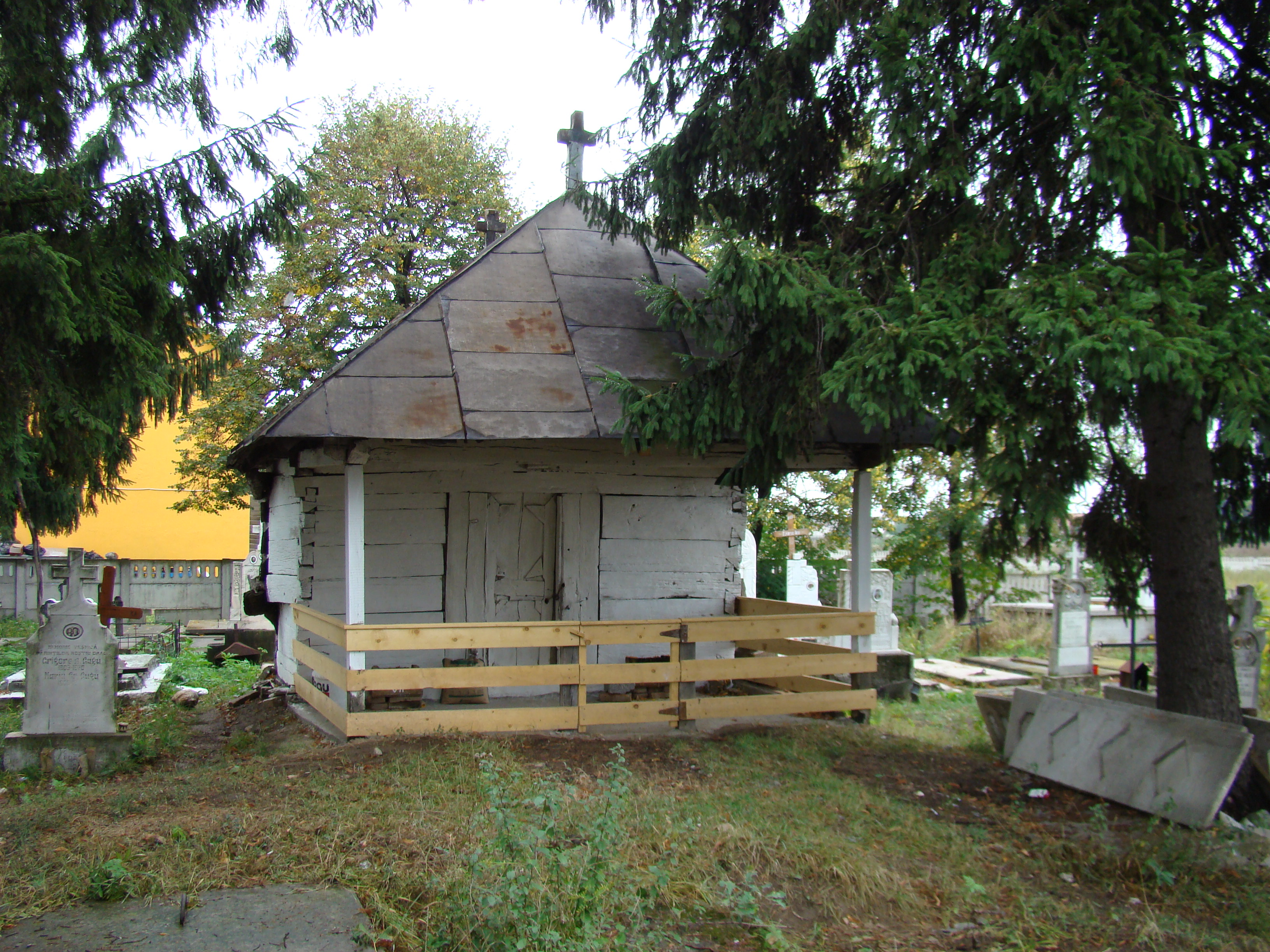
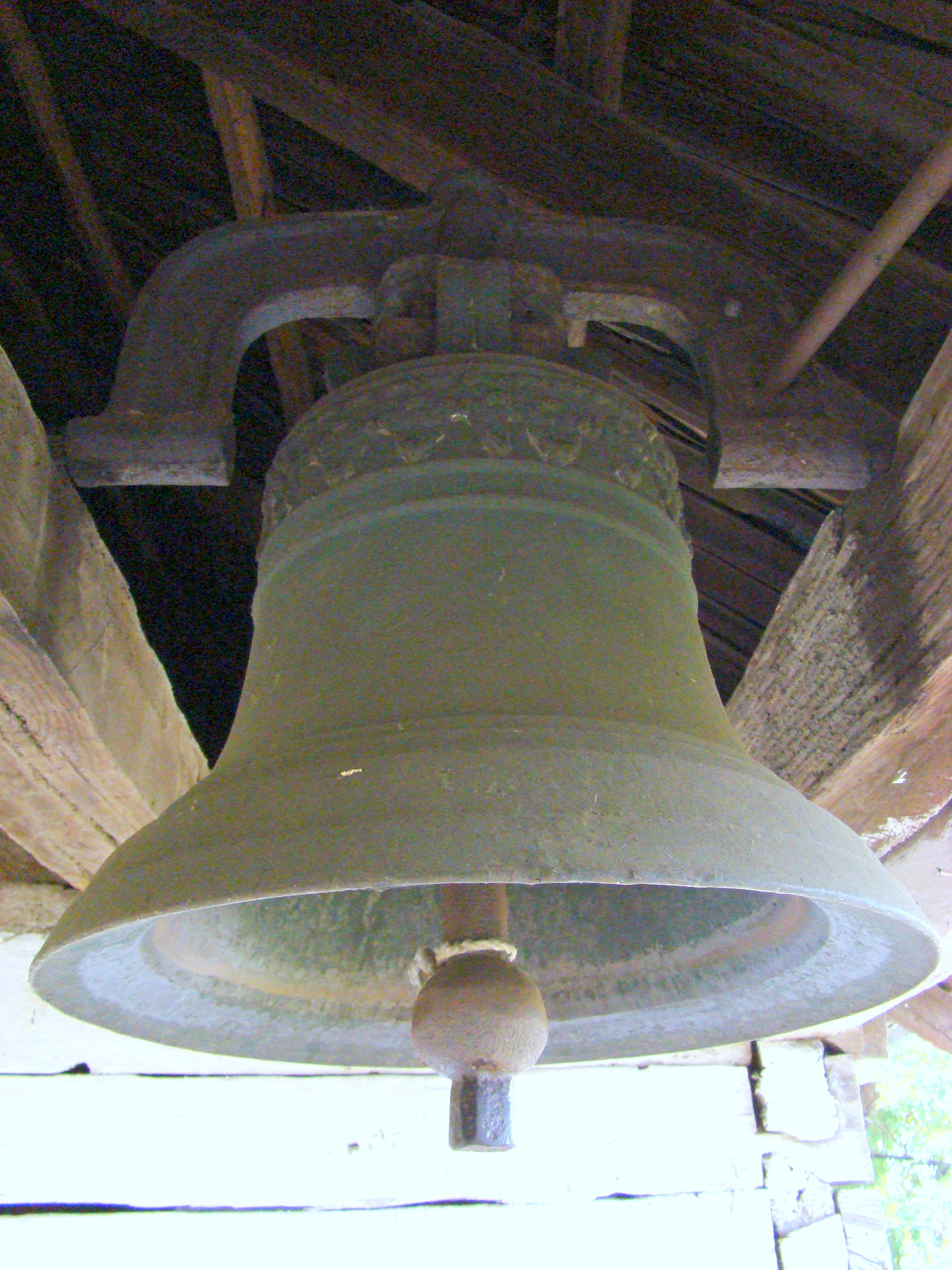
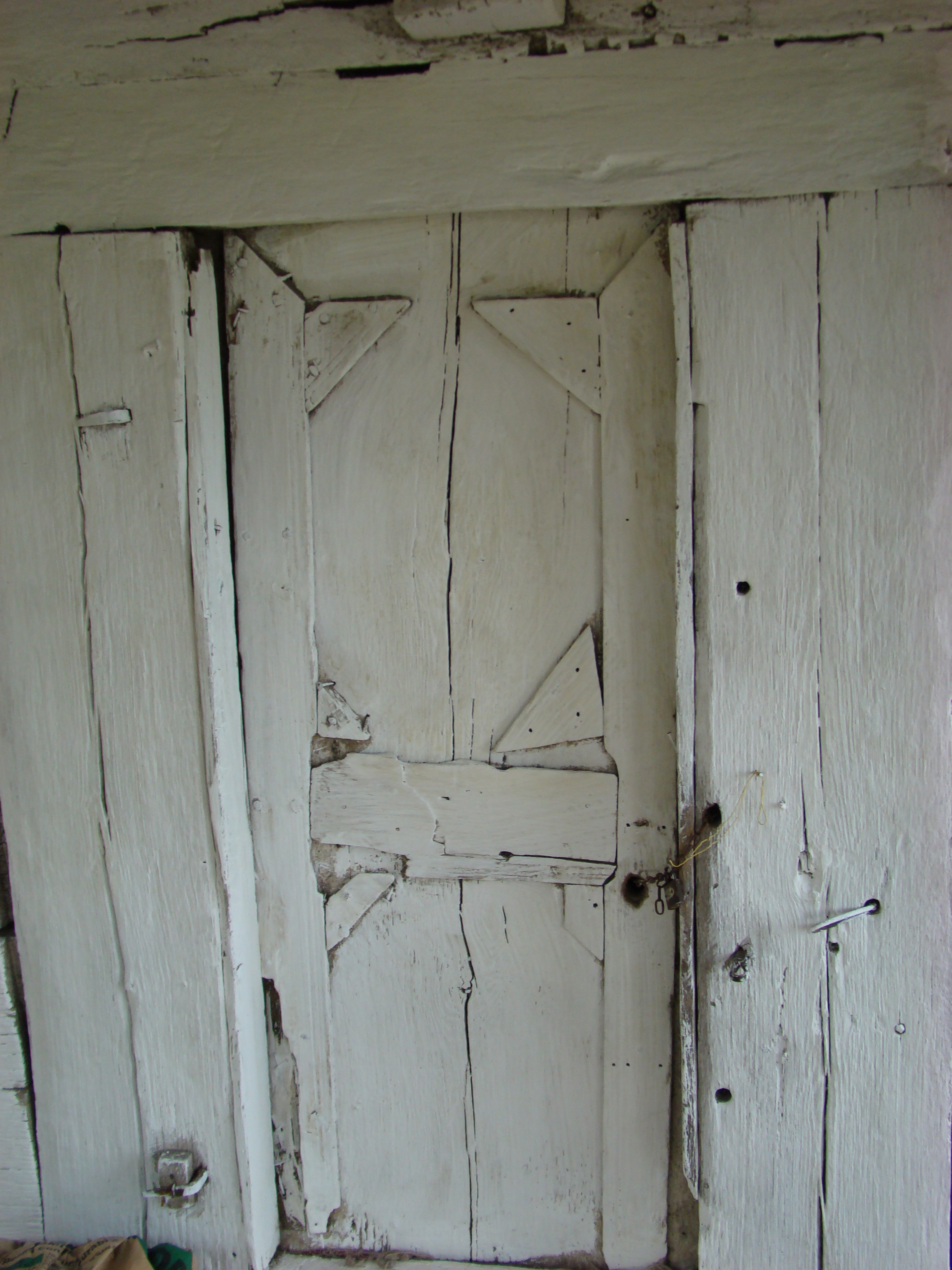
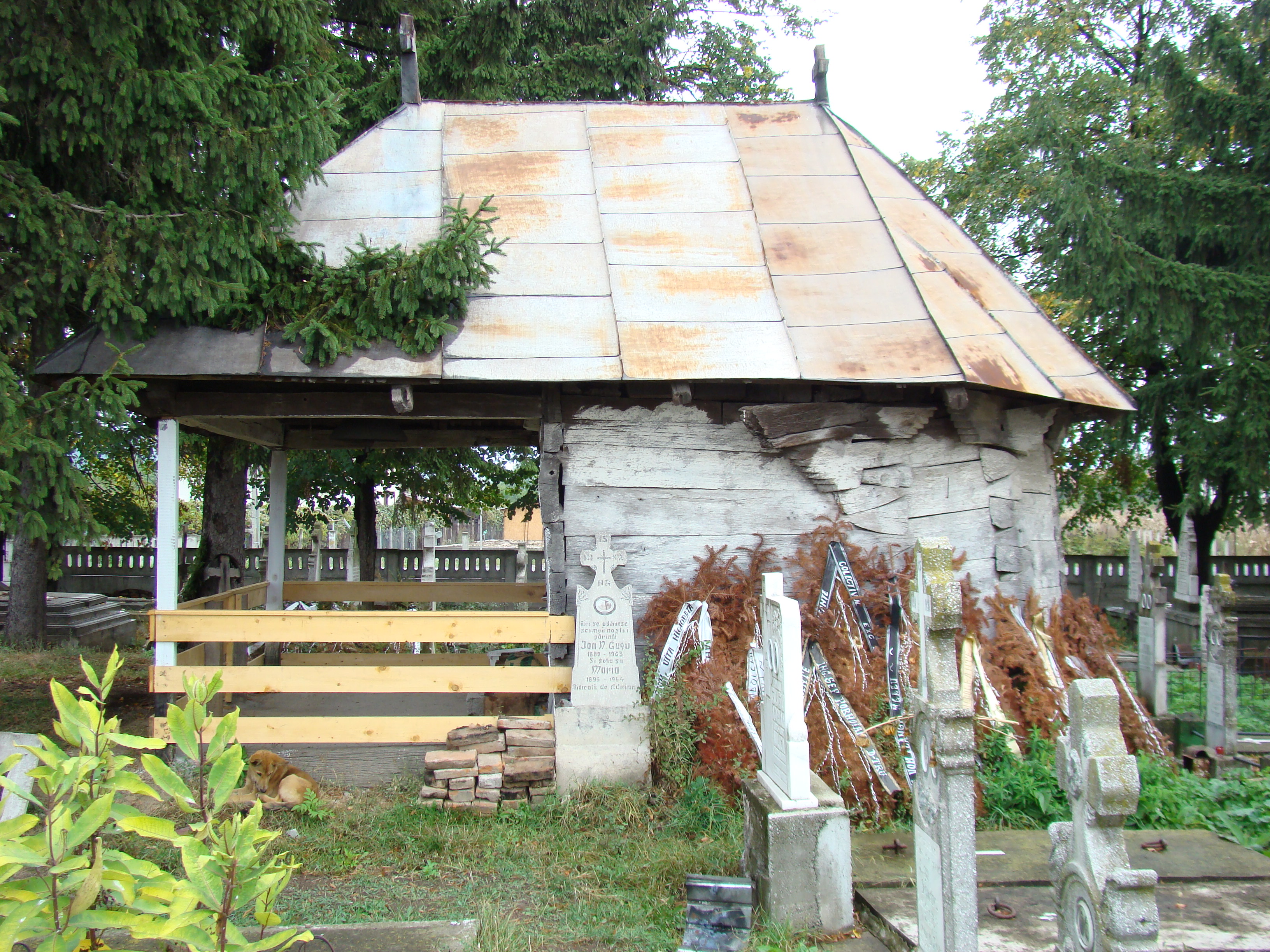